# Dvojkřídláčovité
Dvojkřídláčovité (Dipterocarpaceae) je čeleď vyšších dvouděložných rostlin z řádu slézotvaré (Malvales). Jsou to vesměs mohutné stromy se střídavými jednoduchými listy a pětičetnými pravidelnými květy. Plody jsou většinou charakteristicky křídlaté. Čeleď zahrnuje asi 680 druhů v 17 rodech. Je rozšířena zejména v tropické Asii, vyskytuje se však i v Africe, na Madagaskaru a v Jižní Americe. V některých oblastech tropické Asie hlavní složku monzunových lesů. Dvojkřídláčovité jsou důležitým zdrojem kvalitního dřeva a získávají se z nich pryskyřice.

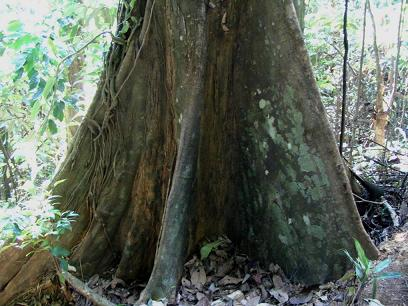
Kmen Hopea beccariana s kořenovými náběhy

## Popis
Dvojkřídláčovité jsou stromy, výjimečně keře se střídavými jednoduchými celokrajnými listy s palisty. Ve dřevě i v kůře jsou pryskyřičné kanálky. Chlupy v odění jsou často žlaznaté nebo štítnaté. Listy jsou často dvojřadě uspořádané, se zpeřenou žilnatinou a nezřídka s domatii na spodní straně.
Květy jsou pravidelné, oboupohlavné, pětičetné, ve vrcholových nebo úžlabních hroznech, latách nebo řidčeji okolících. Kališní lístky jsou volné nebo na bázi srostlé, často křídlaté. Korunní lístky jsou volné nebo krátce srostlé. Tyčinek je 5 až mnoho a jsou obvykle volné, někdy na sloupkovitém androgynoforu. Semeník je svrchní nebo polospodní, srostlý ze 3 až 5 plodolistů, s nevelkou čnělkou na vrcholu. V každém plodolistu jsou 1 až 4 vajíčka. Plodem je oříšek nebo řidčeji tobolka, plod je většinou doprovázený různě dlouhými křídly tvořenými vytrvalým kalichem.

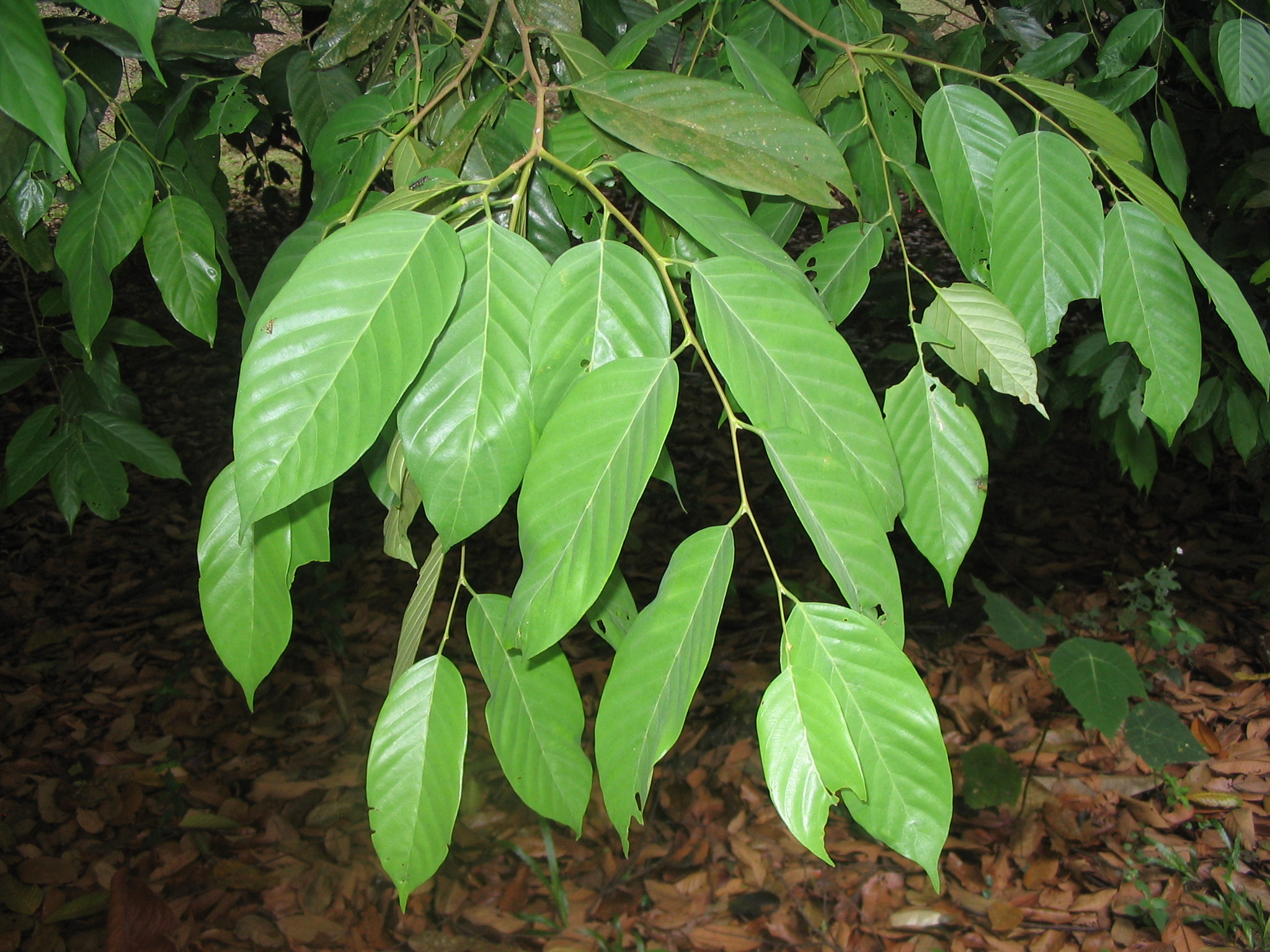
Větévky damarovníku Shorea sumatrana
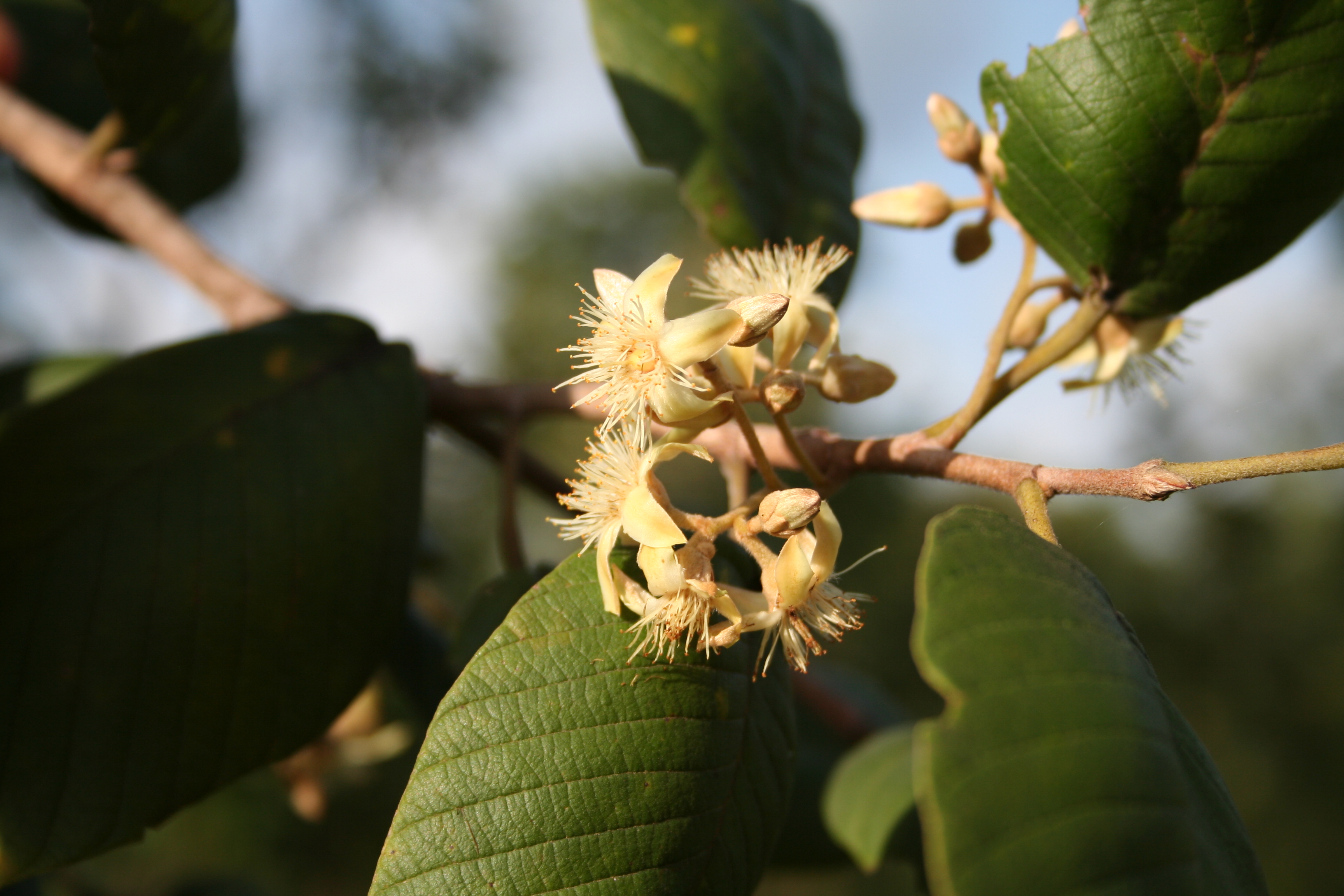
Květy Monotes kerstingii
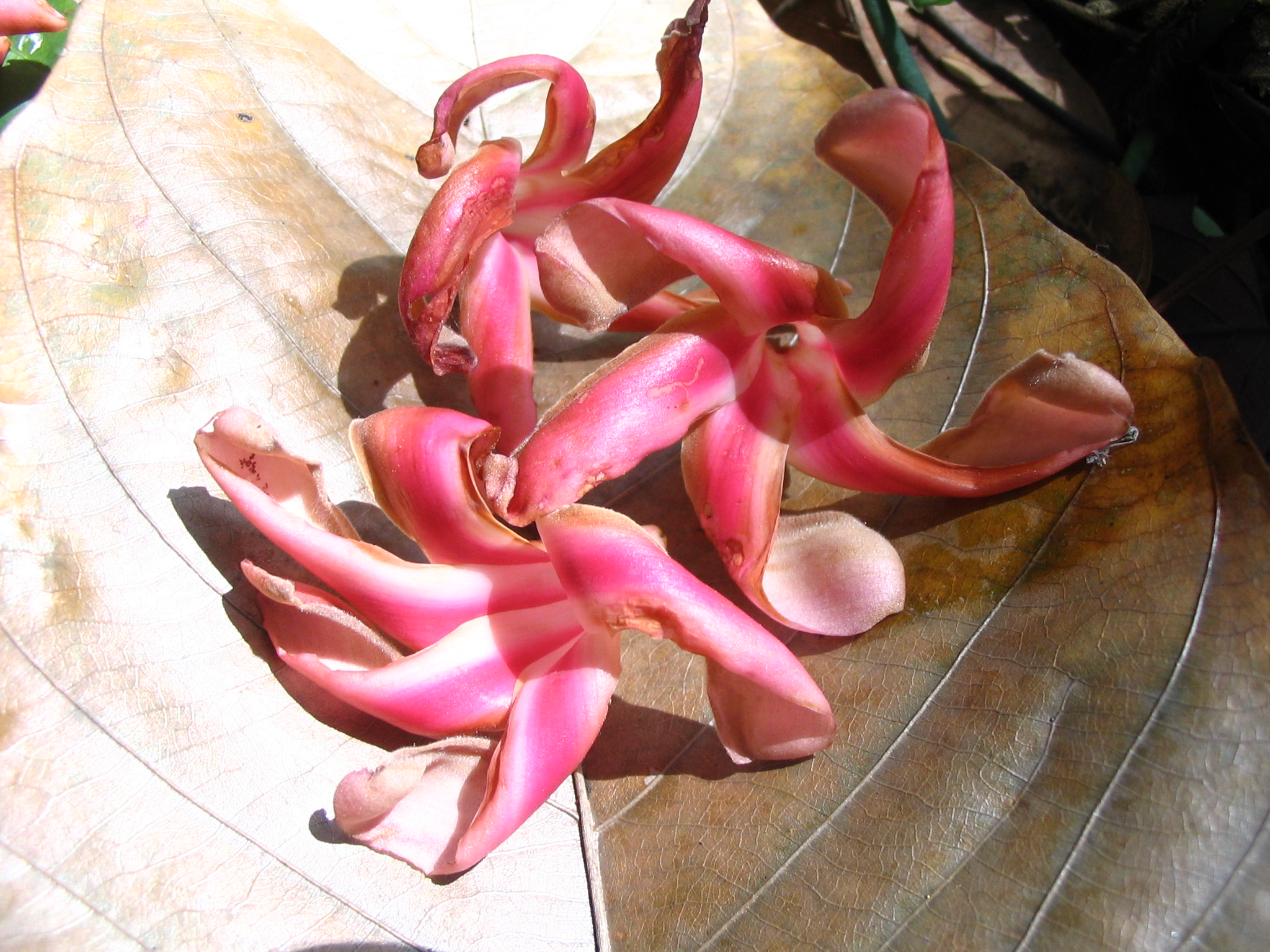
Opadané koruny dvojkřídláče Dipterocarpus baudii
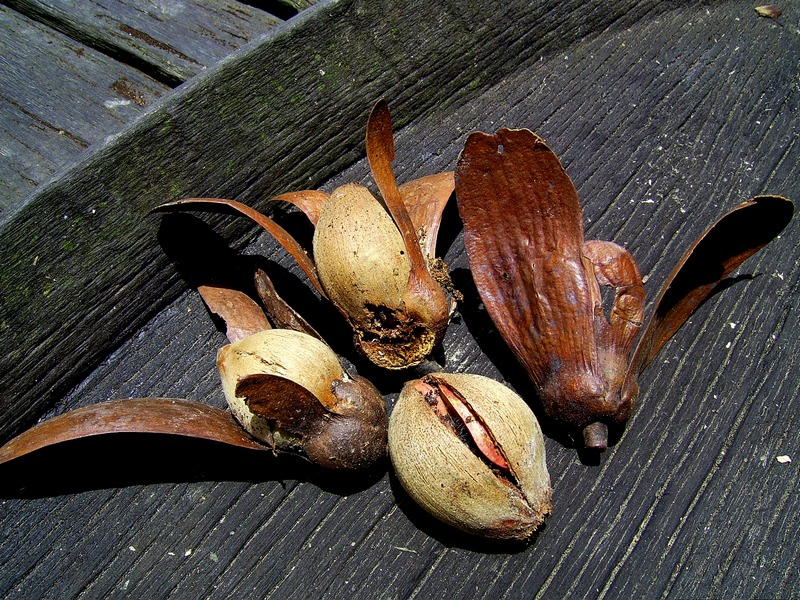
Křídlaté plody damarovníku Shorea sp.

## Rozšíření
Čeleď dvojkřídláčovité zahrnuje asi 680 druhů v 17 rodech. Největší rody jsou damarovník (Shorea, asi 360 druhů) a hopea (Hopea, 105 druhů). Dvojkřídláčovité jsou významnou složkou lesů v tropické Asii od Indie po ostrovy jihovýchodní Asie, vyskytují se i v tropické Africe a na Madagaskaru. Po dlouhý čas byly dvojkřídláčovité považovány za ryze paleotropickou čeleď. V roce 1977 byl popsán nový druh (Pakaraimaea dipterocarpacea) z Guyanské vysočiny, který byl ovšem později přeřazen do čeledi cistovité. V roce 1995 byl popsán druh Pseudomonotes tropenbosii z Kolumbie. Z tropických kontinentů tak nejsou dvojkřídláčovité přirozeně zastoupeny pouze v Austrálii.
Zástupci čeledi se vyskytují v tropickém deštném lese, v monzunových lesích i na savanách. V tropické Asii a Indočíně místy tvoří hlavní složku monzunových lesů.

## Zajímavosti
Mezi dvojkřídláčovité patří vůbec nejvyšší krytosemenné stromy na Zemi. Od roku 2019 drží rekord v naměřené výšce rostoucího tropického stromu jedinec druhu Shorea faguetiana, který byl objeviteli nazván „Menara“ (což v malajštině znamená věž). Je vysoký 100,8 m a roste na severu Bornea v malajsijském státě Sabah.

## Taxonomie
Dahlgren a Tachtadžjan řadili čeleď dvojkřídláčovité do řádu slézotvaré (Malvales), zatímco v Cronquistově systému je v řádu čajovníkotvaré (Theales). Tachtadžjan řadil část rodů do samostatné čeledi Monotaceae.
V současné systematice je čeleď dvojkřídláčovité dělena na 2 podčeledi, které jsou na základě analýzy rbcL sekvencí chloroplastové DNA považovány za monofyletické:
- Dipterocarpoideae - asi 650 druhů ve 13 rodech, tropická Asie od Indie po Novou Guineu
- Monotoideae  - 30 druhů ve 3 rodech, Afrika, Madagaskar a Kolumbie[3]

V minulosti byly rozlišovány 3 podčeledi, monotypický rod Pakaraimaea z Guyanské vysočiny, tvořící podčeleď Pakaraimaeoideae, byl na základě fylogenetických studií přeřazen do čeledi Cistaceae.
Nejblíže příbuznou skupinou je podle kladogramů APG madagaskarská čeleď Sarcolaenaceae.

## Ekologické interakce
Dvojkřídláčovité jsou opylovány rozličným hmyzem, zejména včelami, motýli, můrami, brouky a třásněnkami. Semena mají sice křídla, díky své váze ale většinou dopadají blízko mateřské rostliny.

## Zástupci
- dvojkřídláč (Dipterocarpus)
- hopea (Hopea)
- nestejnokřídlec (Anisoptera)
- pětikřídlec (Dryobalanops)
- damarovník (Shorea), syn. shorea
- vaterie (Vateria)[8]

## Význam
Stromy čeledi dvojkřídláčovité, zejména z rodů damarovník (Shorea), dvojkřídláč (Dipterocarpus), hopea (Hopea) a Vatica jsou v Asii podstatným zdrojem kvalitního tvrdého dřeva. Ze semen damarovníku se vyrábí tuk používaný jako náhrada kakaového másla. Z navrtaných kmenů dvojkřídláčů, damarovníků a druhu Vateria indica se v Indii získává vonná pryskyřice, používaná zejména k výrobě laků a barev a v parfumerii.

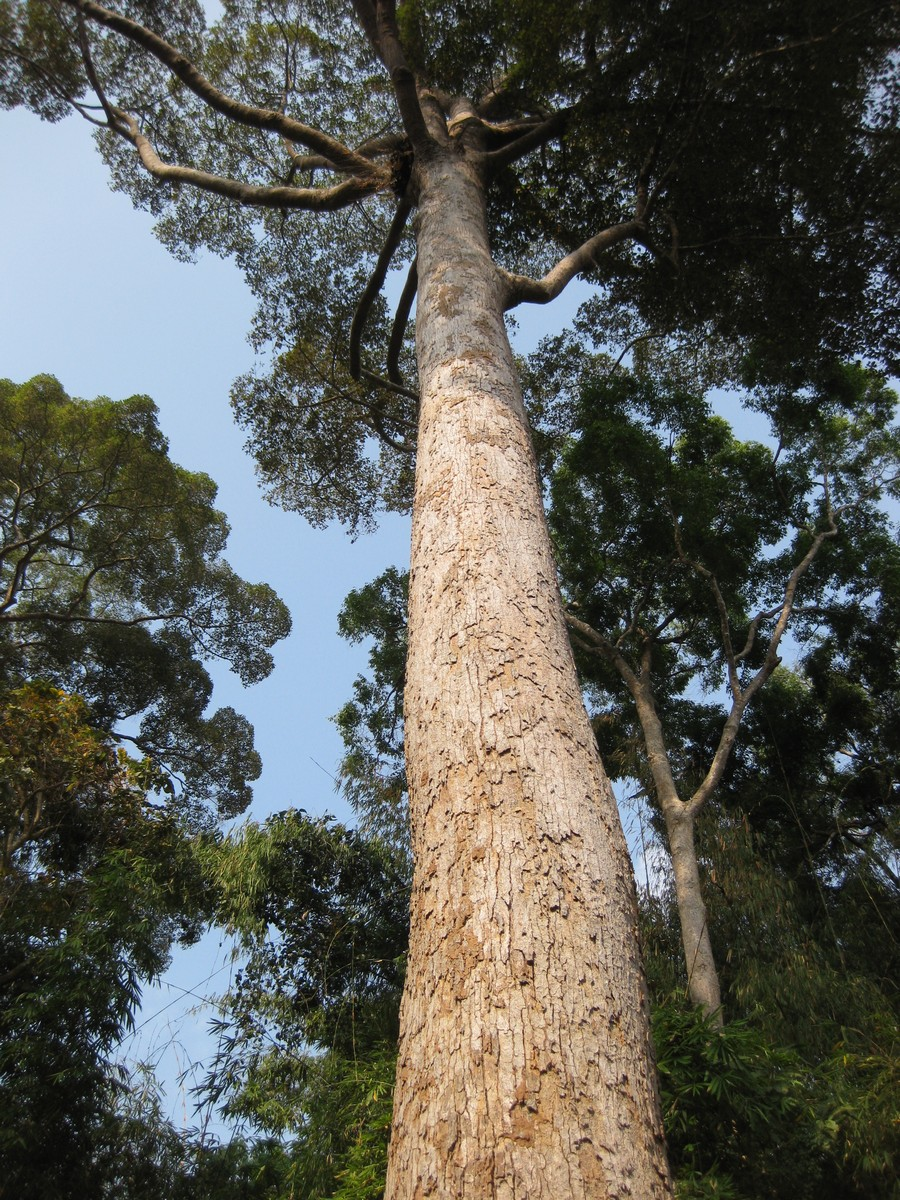
Kmen dvojkřídláče Dipterocarpus costatus
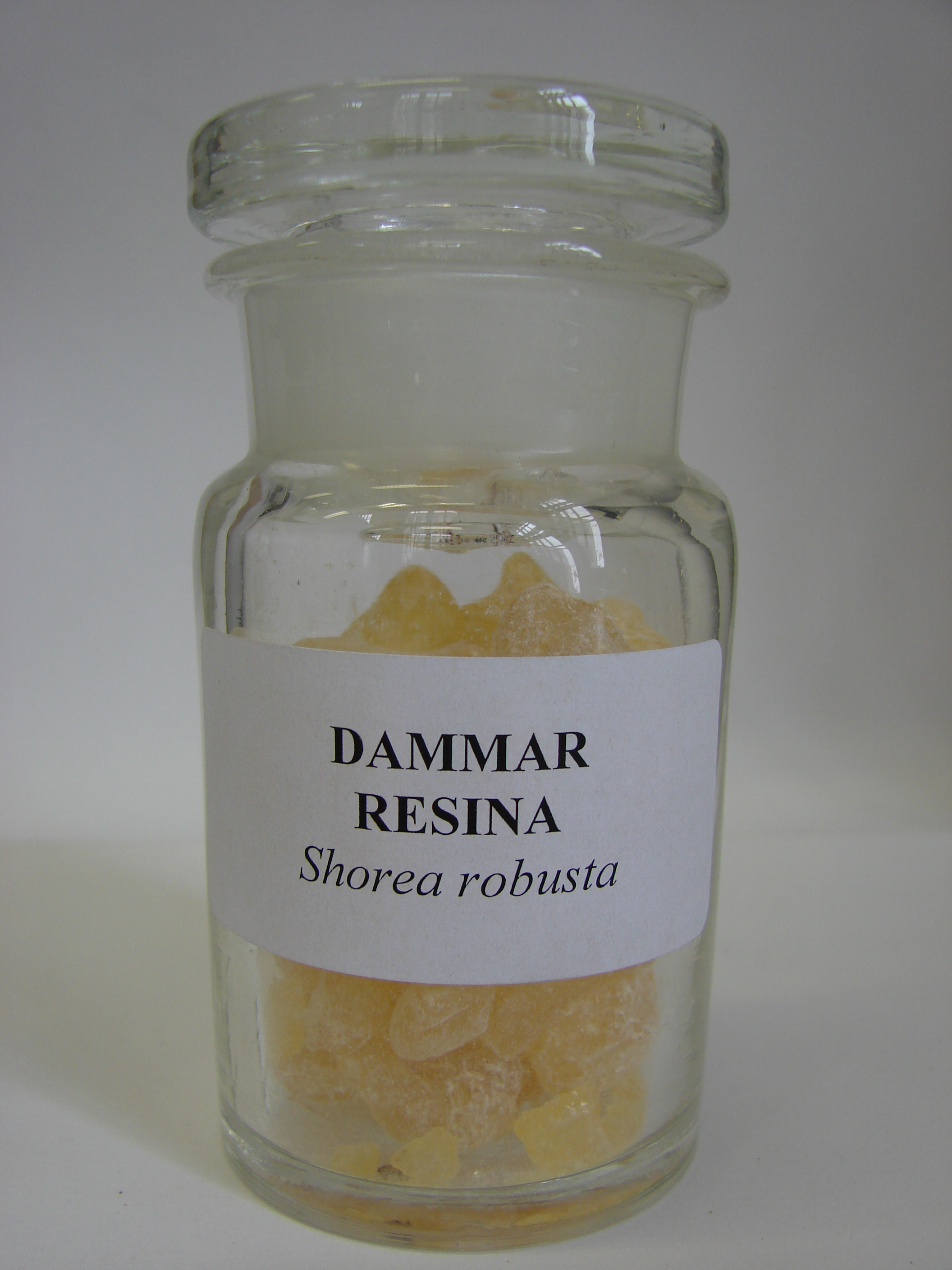
Damarová pryskyřice z damarovníku obrovského
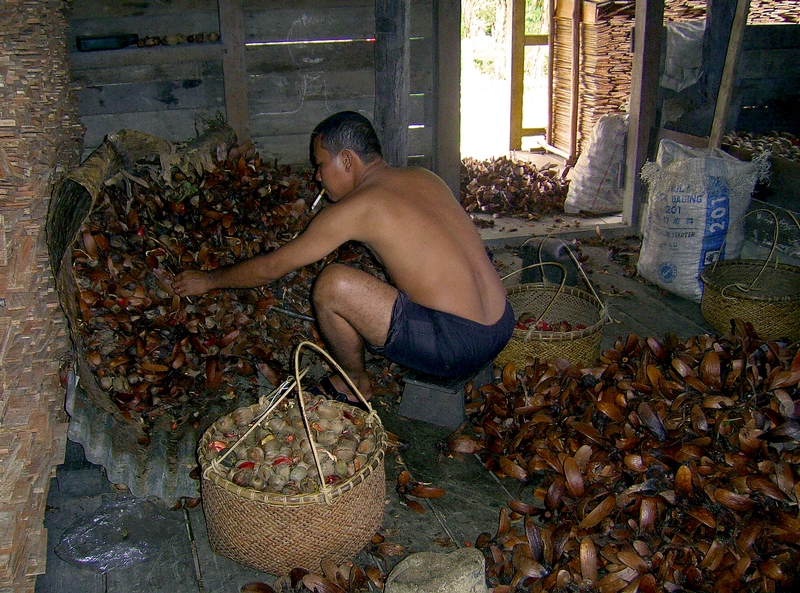
Zpracovávání semen damarovníku

## Přehled rodů
Anisoptera,
Cotylelobium,
Dipterocarpus,
Dryobalanops,
Hopea,
Marquesia,
Monotes,
Neobalanocarpus,
Pachychlamys,
Parashorea,
Pseudomonotes,
Shorea,
Stemonoporus,
Upuna,
Vateria,
Vateriopsis,
Vatica